# John Dewar & Sons

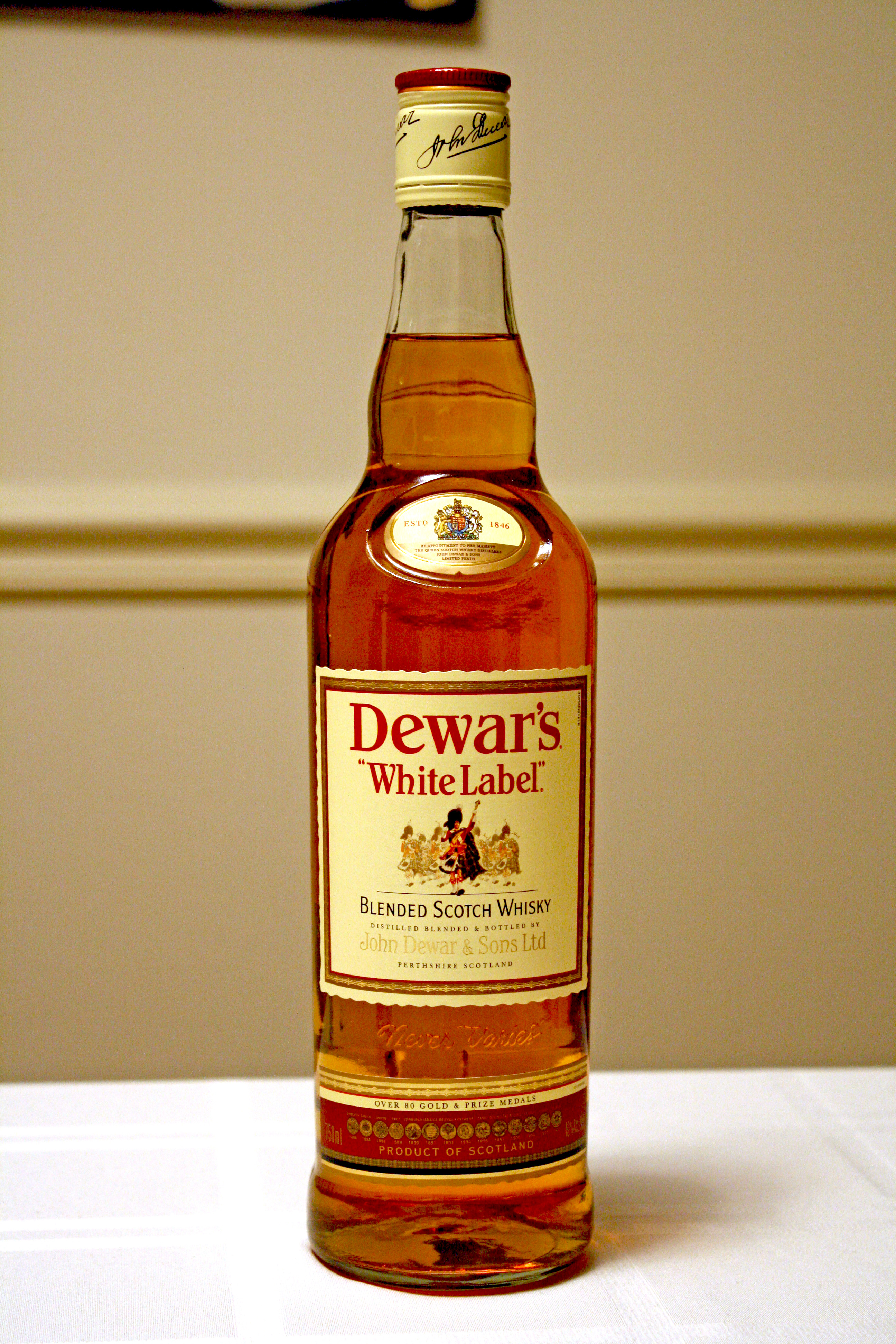
Une bouteille de whisky Dewar's.

John Dewar & Sons est une marque de whisky écossais créée en 1846. Elle appartient aujourd'hui au groupe Bacardi.

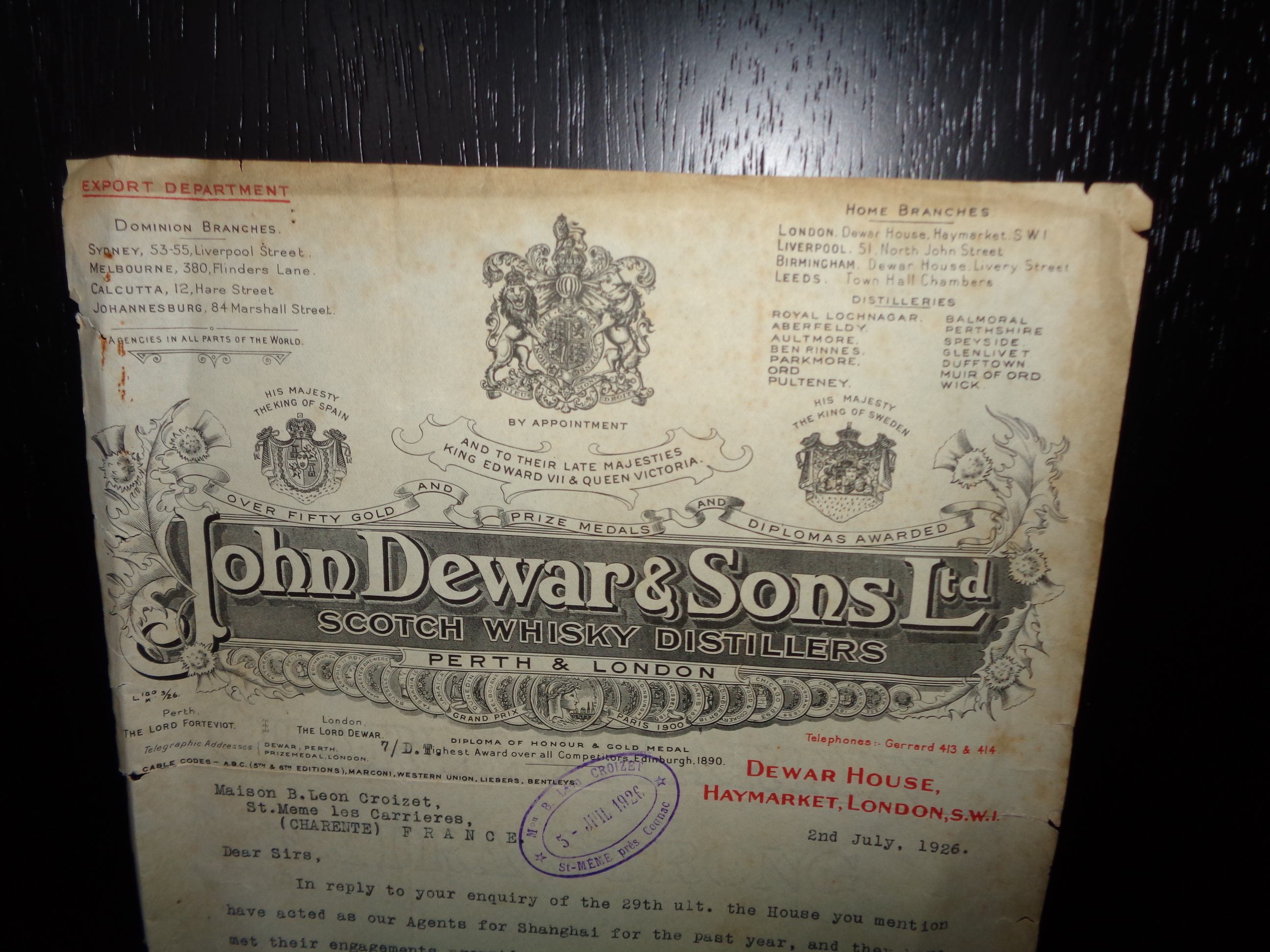
John Dewar & Sons 1926